# 患者教育

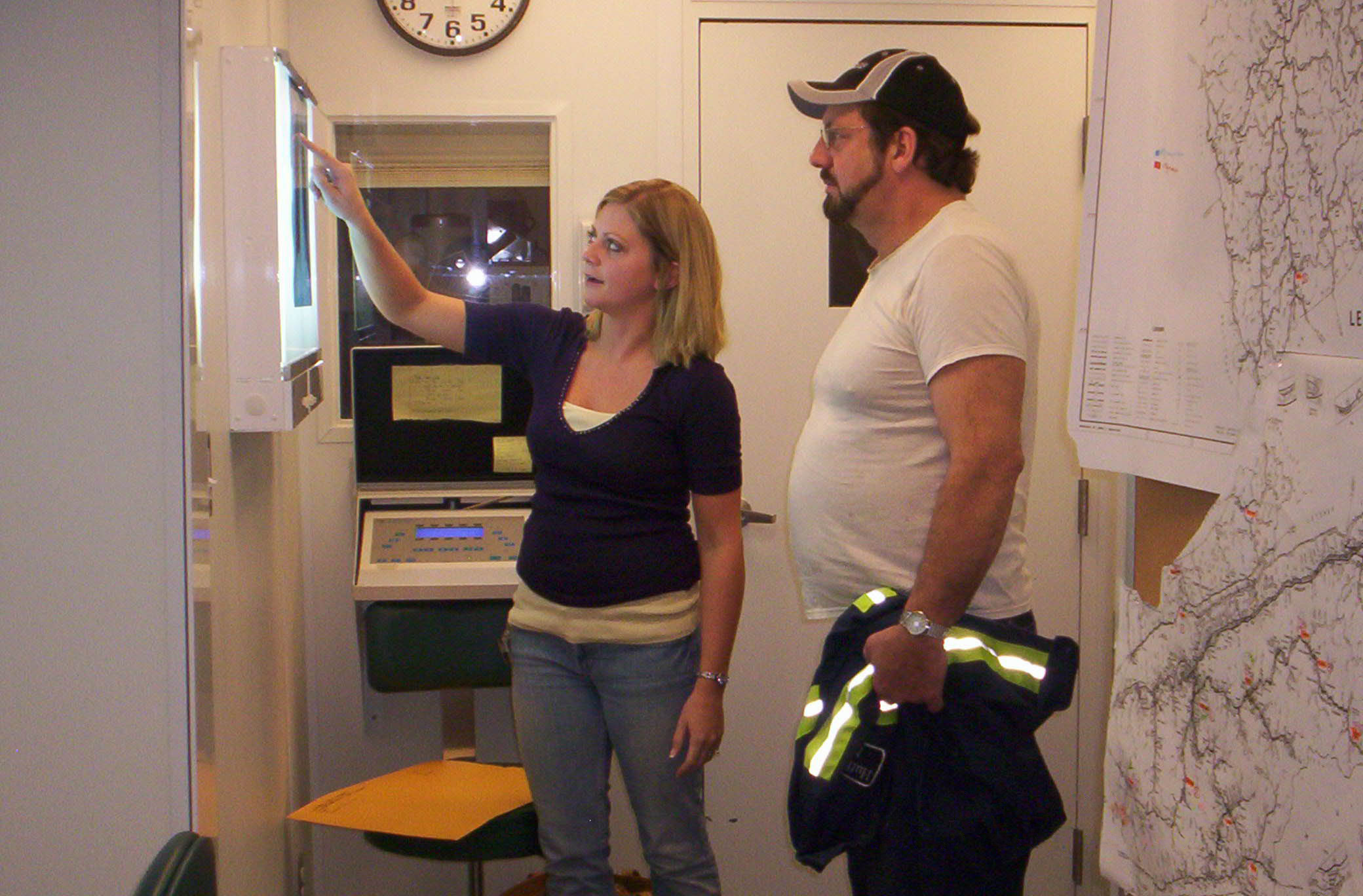
鉱業従事者に対してX線写真を説明する放射線技師

患者教育（かんじゃきょういく、英: patient education）とは、医療専門家が、患者や患者の介護者に対して、自身の健康にかかわる情報を伝える（impart）ことを指す。これは適切な訓練を受けた医療従事者によってなされるもので、これら患者コミュニケーション技術は、多くは医療者養成課程にて含まれている。日本では「口の治療」を意味するドイツ語の Mundtherapie（ムント・テラピー）を略してムンテラとも呼称される（省略は和製外来語）。
患者教育において有用な要素は、スキル構築と、責任を負うことを学ぶことである。患者は、なぜ、いつ、どのように、自身のライフスタイルを変える必要があるのかを知る必要がある。医療チーム側の努力も重要であり、チームの各メンバーがこれに関与する必要がある。

## 利点
患者教育の重要性は、以下に挙げることができる。
- 医学的状態、診断、病気、障害への理解の向上。
- 医学的状態の様々な側面について、それを管理する方法と意味合いの理解の向上。
- 医療から独立し、また医療と相互協力して、自分自身で行動を決定する技能の向上。
- アドヒアランスの向上 - 効果的なコミュニケーションと患者教育は、患者のモチベーションの向上をもたらす。
- 患者のアウトカム - 治療計画にうまく対応できる患者は、医師との衝突が少ない。
- インフォームドコンセント - 患者は必要な情報を得て満足できる。
- 生産性 - より効果的な医療サービスの利用がなされ、不必要な電話や訪問が減少する。
- 満足と紹介 - 医療者のサービスを受け続け、他の患者を紹介してくれる可能性が高まる[2]。
- リスク管理 - 患者の医療への期待が現実的であれば、医療過誤のリスクを低く抑えられる[3]。
- 患者の安全性の向上 - 家庭での死亡の予防につながる（特に生涯にわたる気管切開術を受けた患者）[4]